# Rosario (Sinaloa)
Rosario is een gemeente in de Mexicaanse deelstaat Sinaloa. De hoofdplaats van Rosario is El Rosario. Rosario heeft een oppervlakte van 2723 km² en 47.394 inwoners (census 2005).
Ahome · Angostura · Badiraguato · Choix · Concordia · Cosalá · Culiacán · Eldorado · Elota · Escuinapa · El Fuerte · Guasave · Juan José Ríos · Mazatlán · Mocorito · Navolato · Rosario · Salvador Alvarado · San Ignacio · Sinaloa